# 녹만균강
녹만균강(Chloroflexi)은 녹만균문에 속하는 세균 강이다. 사상(絲狀)의 군체를 형성, 활주 운동하는 세균으로 구성된 분류군이다.

## 하위 분류
- 녹만균목 (Chloroflexales)
  - Chloroflexaceae
    - Chloroflexus
    - Chloronema
    - Heliothrix
    - Roseiflexus

  - Oscillochloridaceae
    - Oscillochloris
- 헤르페토시폰목 (Herpetosiphonales)
  - Herpetosiphonaceae
    - Herpetosiphon